# 天行健中国武術館
天行健中国武術館（てんぎょうけんちゅうごくぶじゅつかん）は、中国武術、太極拳の道場。
正式名称は天行健中国武術館、国際名称は tian xing jian chinese kung-fu & tai-chi japan。

## 主な歴史
- 1990年 宮平保が日本国沖縄県浦添市に設立。設立当初の名称は天行健中国武術協会で、1996年に常設道場開設により天行健中国武術館に改称。
- 2000年 天行健中国武術館創立10周年記念チャリティー演武大会を開催。
- 2010年 天行健中国武術館創立20周年記念チャリティー演武大会を開催
- 2013年 浦添市経塚に天行健中国武術館総本部新館をオープン。